# 1967年香港市政局選舉
1967年香港市政局選舉於1967年6月7日舉行，由選民投票選出5位市政局民選議員，任期至1971年3月31日。本屆選舉一共有15人參選，4月14日公佈監選官由徐淦擔任。

## 選舉實況
本次選舉時，香港的親共組織已經發起六七暴動，鬥委會驅使左派人士參與騷亂，到處破壞及縱火燒車，港府先後宣布在東九龍及香港島實施宵禁，從5月中起各區街道時常成為左派暴徒與防暴警察的戰場，候選人在暴動中難以舉行助選活動，而港府表明即使受到左派份子的暴力威脅也決不會押後選舉，所以一眾候選人便到香港電台及麗的映聲宣傳自己的政綱，可是當年作為唯一一家電視台的麗的映聲卻拒絕獨立候選人參與宣傳活動，引來批評。
本屆共設有六個投票站：香港大會堂、尖沙咀碼頭候船室、伊利沙伯中學、新蒲崗官立小學、北角丹拿山警察子弟學校及軒尼詩道官立小學。據1967年6月8日的《華僑日報》報道，因為此屆選舉，選民的投票站多以居住地劃分，又是星期三，大多數選民需要上班，六七暴動亦對巴士及渡輪的服務造成影響，在報紙上暴動的新聞也蓋過選舉的消息，故此投票氣氛較為冷淡。由於自5月中起左派份子在港九新界到處搗亂，堵塞道路，縱火燒巴士，左派工人又被驅使罷工，以鬥委會為首的動亂團體不但發起抵制投票，還在投票日蓄意阻塞交通企圖阻止選民投票。當日天星小輪港九航線因工聯會屬會發動罷工及阻止員工執勤而停航，原本經尖沙咀碼頭乘船渡海的市民改為前往佐敦道碼頭乘搭油蔴地小輪渡海，由於乘客眾多，汽車渡輪原本只供停放汽車的下層需要臨時改作載客用途，不過佐敦道碼頭及鄰近地點都沒有票站。設於尖沙咀碼頭候船室的投票站對渡海市民而言，原是最方便的其中一個投票站，往來尖沙咀的天星小輪航線停航，沒有渡輪乘客，大大影響了該票站的投票人數，然而當日在左派團體暴力氣氛籠罩下卻有不俗的投票人數，整體投票率達到38.2%，並且是首次投票人數過萬的選舉。
上一屆民選議員為李有璇、張永賢、葉錫恩、張有興和馬超常。在1967年的本次選舉中，自1954年開始出任市政局議員的李有璇醫生放棄角逐，葉錫恩、張有興和馬超常成功連任，張永賢則連任失敗，胡寶星和黃夢花成為新晉議員。

## 選舉結果
| 候選人       | 所得票數 | 政治聯繫     |
| ------------ | -------- | ------------ |
| 陳子鈞       | 2,145    | 香港公民協會 |
| 張有興       | 4,555    | 香港公民協會 |
| 張永賢       | 3,195    | 香港公民協會 |
| 潘鍾赤       | 1,462    | 香港公民協會 |
| 馬超常       | 3,459    | 香港公民協會 |
| 梁振勝       | 646      | 香港革新會   |
| 吳頌堯       | 1,770    | 香港革新會   |
| 黃桂洲       | 1,508    | 香港革新會   |
| 黃博度       | 1,611    | 香港革新會   |
| 胡寶星       | 4,254    | 香港革新會   |
| 慕蓮奇勒夫人 | 753      | 獨立候選人   |
| 葉錫恩       | 6,924    | 獨立候選人   |
| 黃夢花       | 5,197    | 獨立候選人   |
| 史潔頓       | 1,262    | 獨立候選人   |
| 劉雨濱       | 569      | 獨立候選人   |

當選的五名候選人：張有興、馬超常、胡寶星、葉錫恩、黃夢花。